# Few Bits
Few Bits is een Belgische band rond de uit Grimbergen afkomstige zangeres Karolien Van Ransbeeck.
In 2013 bracht Few Bits hun eerste album bij Zeal Records uit. In 2016 volgde het tweede album 'Big Sparks' bij PIAS Play It Again Sam. Het nummer 'Summer Sun' werd opgenomen in de soundtrack van de Amerikaanse langspeelfilm Princess Cyd.
De band speelde onder meer op Pukkelpop, SXSW in  Austin Texas en Canadian Music Week.
In 2014 verzorgde Few Bits het voorprogramma van The War on Drugs tijdens hun Scandinavische tour Lost in the Dream. 
In 2015 verzorgde de band het voorprogramma van The Lemonheads tijdens hun tour in UK en Ierland.
In 2017 werd de band opnieuw gevraagd om het voorprogramma te verzorgen voor de Europese tour van The War on Drugs.

## Discografie
| Album met hitnotering(en) in de Vlaamse Ultratop 200 albums | Datum van verschijnen | Datum van binnenkomst | Hoogste positie | Aantal weken | Opmerkingen |
| ----------------------------------------------------------- | --------------------- | --------------------- | --------------- | ------------ | ----------- |
| Few Bits                                                    | 2013                  | 09-03-2013            | tip:80          |              |             |
| Big Sparks PIAS                                             | 2016                  | 02-04-2016            | 137             | 3            |             |